# Sträflingskolonie Australien

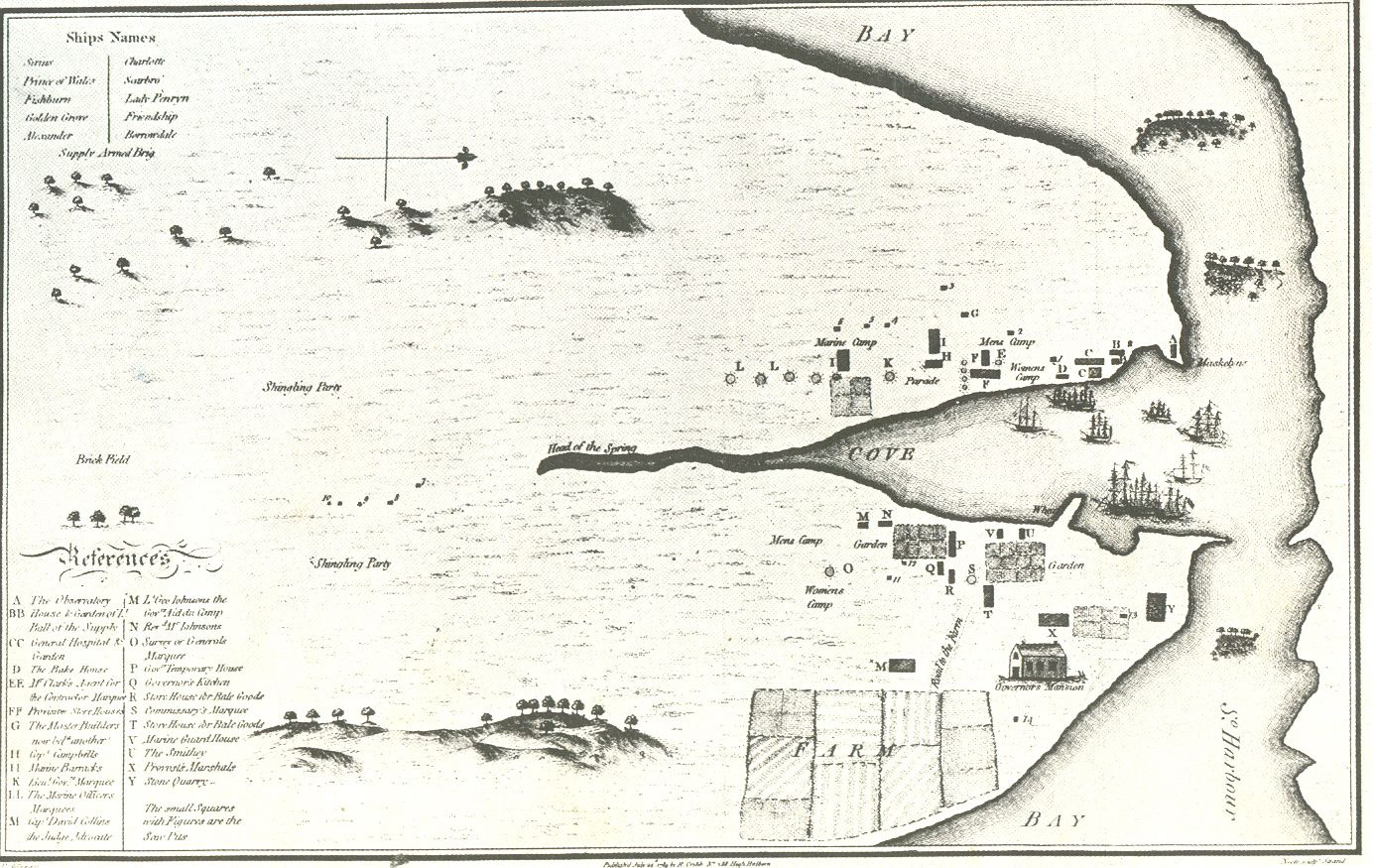
Karte der ersten Sträflingskolonie Australiens am Port Jackson, dem natürlichen Hafen des späteren Sydney, aus dem Jahre 1789, gezeichnet von einem Sträfling. In dieser Karte sind auch sieben Schiffe der First Fleet eingezeichnet.

Der Begriff Sträflingskolonie Australien ist als Bezeichnung des frühen Australien üblich. In der ehemaligen Kolonie Australien gab es mehrere Sträflingskolonien, zuerst in Sydney und dem daraus später entstehenden New South Wales, eine „Zweigstelle“ von Sydney auf Norfolk Island, ferner in Tasmanien, damals „Van Diemen’s Land“, und gegen Ende der Sträflingsverschiffung von 1851 bis 1868 in Western Australia. Die Deportation von Sträflingen nach Australien, auf Englisch „Transportation“ genannt, begann im Jahr 1787 mit dem Ablegen der elf Schiffe der First Fleet und endete am 26. Juni 1857 gesetzlich. De facto endete sie allerdings erst am 9. Januar 1868 mit der Anlandung des Schiffs Hougoumont in Fremantle in Western Australia.
Die australische Regierung geht in einer offiziellen Stellungnahme von insgesamt ca. 162.000 Sträflingen aus, die auf 806 Schiffen transportiert wurden.

## Vorgeschichte

### Strafrecht
Im englischen Strafrecht wurde bis zum Anfang des 18. Jahrhunderts die Todesstrafe für Hochverrat, Mord, Totschlag, Körperverletzung, Raub, Notzucht und Diebstahl verhängt, darunter fielen auch Urkundenfälschung und Falschmünzerei. Die Verschickung in Strafkolonien wurde als Ersatz für die Todesstrafe betrachtet. Sie blieb als Ersatz für die Todesstrafe bis zum 26. Juni 1857 in Gesetzeskraft.
Ein Gesetz aus dem Jahre 1718 erlaubte die Deportation bei Vergehen mit einer Strafe von sieben Jahren, also auch für den kleinen Diebstahl. Dies bedeutete, dass nahezu alle Straftaten mit gleichem Strafmaß belegt werden konnten.
1784 wurde König Georg III. durch eine Parlamentsakte ermächtigt, geeignete Verschickungsorte zu bestimmen. Er und der Staatsrat beschlossen am 6. Dezember 1786, an der Ostküste Australiens einen Gefängnisort zu errichten. Captain Arthur Phillip wurde zum ersten Führer des Transports ernannt und zugleich zum ersten Gouverneur von New South Wales.

### Soziale Verhältnisse

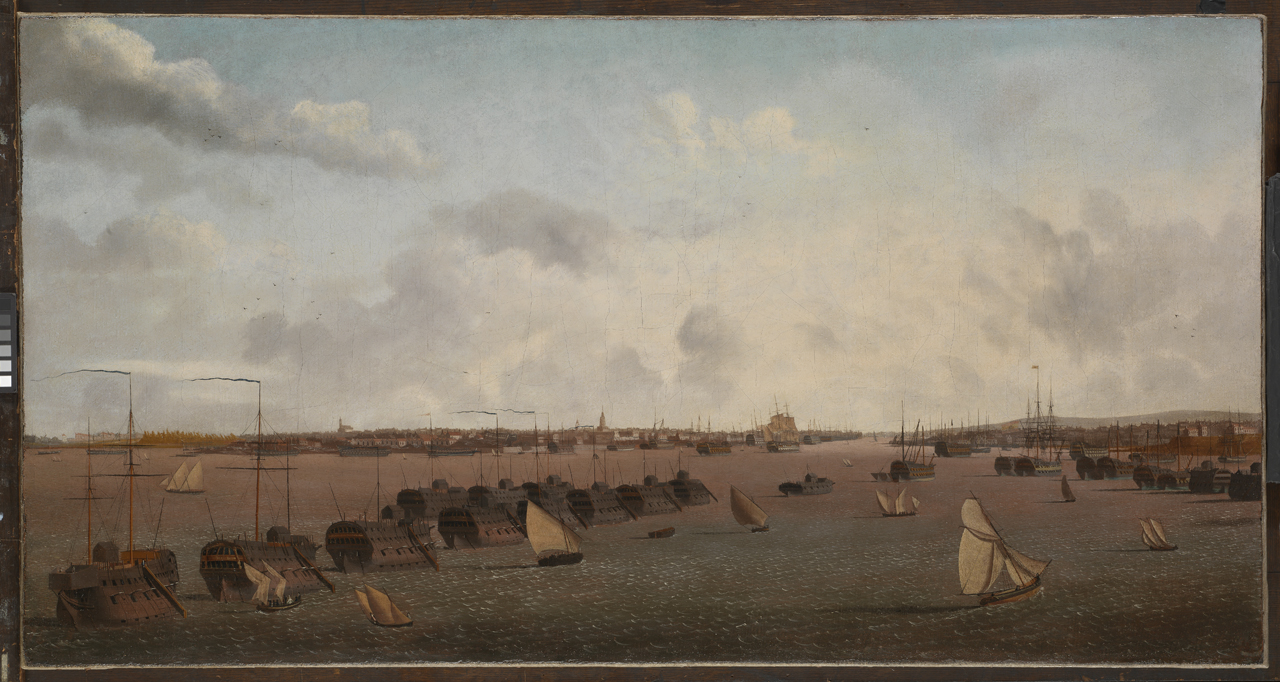
Britische Gefängnisschiffe in Portsmouth

Nicht erst mit dem Verlust der amerikanischen Kolonien im Unabhängigkeitskrieg von 1783 war die soziale Lage der englischen Bevölkerung schlecht, sondern infolge der Mechanisierung der Arbeit in Manufakturen mit niedrigen Löhnen, Kinderarbeit und langen Arbeitszeiten ohne Erholungsmöglichkeiten setzte eine Verelendung ein.
Mit dem Verlust der amerikanischen Kolonien verschärfte sich die soziale Lage weiter, und die Kriminalitätsrate stieg weiter an. Zuvor waren Verbrecher in die amerikanischen Kolonien zur Strafarbeit verbannt worden. Die Kapazitäten der Gefängnisse und die alternative Unterbringung in Gefängnisschiffen waren erschöpft, um die zahlreichen Gefangenen aufzunehmen. Es bedurfte neuer Alternativen zur Unterbringung. Diese Faktoren führten zu der Entscheidung der britischen Regierung im Jahre 1787, in Neu-Holland, so die damalige Bezeichnung Australiens, eine Sträflingskolonie zu errichten.

### Politische Verhältnisse
Als weiterer möglicher Grund zur Errichtung der australischen Kolonie gilt, dass England nach dem Verlust der nordamerikanischen Kolonien in eine politisch defensive Position gegenüber Frankreich geraten war und durch die Einrichtung einer befestigten Sträflingskolonie seine militärische Präsenz im pazifischen Raum verstärken wollte.

## Gründungsphase

### Erste Gefangenentransporte

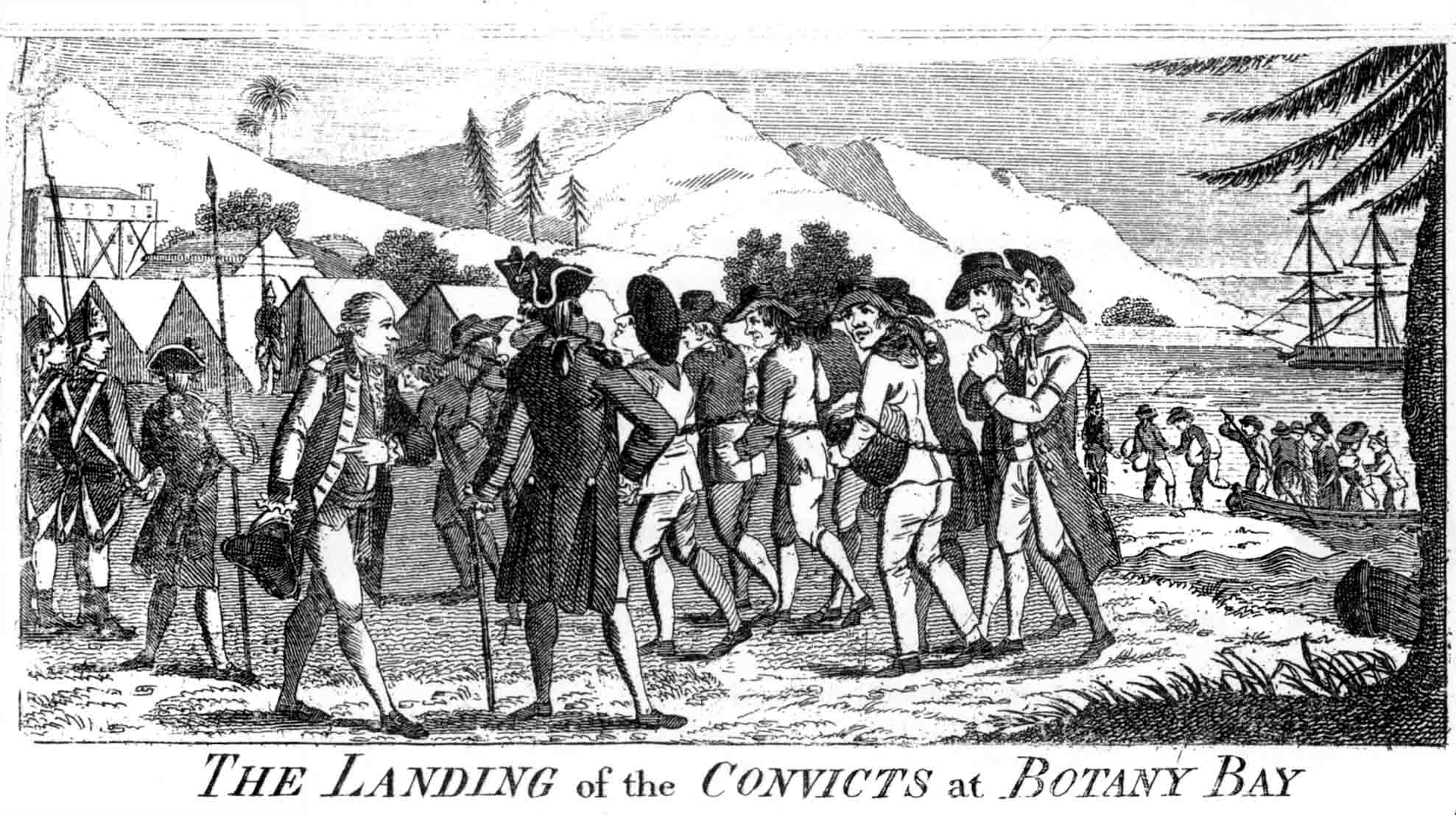
Ankunft von Sträflingen in der Botany Bay

Am 9. Mai traf Captain Arthur Phillip, der erste Gouverneur von New South Wales, in Portsmouth ein, und am 13. Mai 1787 legte die aus elf Schiffen bestehende Flotte der First Fleet an der Mother Bank in der Nähe der Isle of Wight ab. Es waren zwei Kriegsschiffe, drei Schiffe mit Lebensmitteln, Gerätschaften und Vorräten und sechs Schiffe für den Transport der Sträflinge. Die Kriegsschiffe, die Sirius und die Supply, standen unter dem Kommando von Captain John Hunter. Die Sirius war das Flaggschiff des Gouverneurs Phillip. Die Anzahl der Soldaten einschließlich der Offiziere der Royal Navy betrug 212 (davon durften 28 Offiziere ihre Ehefrauen und Kinder mitnehmen), und die Anzahl der Sträflinge betrug 778; 13 Kinder der Sträflinge wurden auf die Schiffe verteilt.
Als die Flotte bei Santa Cruz am 2. Juni vor Teneriffa ankerte, waren neun Seesoldaten und 72 Sträflinge krank und 21 Sträflinge tot, darunter drei Kinder der Sträflinge. Auf diesen Schiffen wurde auf den Ausbruch gefährlicher Krankheiten geachtet, und deshalb starben auf dieser Fahrt nur insgesamt 45 Personen, 36 Männer, vier Frauen und fünf Kinder.
Am 18. Januar 1788 erreichte die HMS Supply als erstes der insgesamt elf Schiffe der First Fleet die australische Botany Bay. Da sich Botany Bay als ungeeignet für eine Siedlung erwies, wurde schließlich Port Jackson dafür ausgewählt und erhielt den Namen Sydney.
Am 7. Februar 1788 wurde an der Küste die erste gesetzliche Regierung installiert, in deren feierlichem Rahmen 14 Sträflinge heirateten. Allerdings wurden gegen Ende Februar sechs Sträflinge wegen Diebstahls vor Gericht gestellt und zum Tode verurteilt. Der Rädelsführer wurde sofort hingerichtet, einer wurde begnadigt, und vier wurden auf einer Insel bei trocken Brot und Wasser ausgesetzt.
Der zweite Gefangenentransport, die Second Fleet, wurde von einer Transportfirma durchgeführt, die früher Sklaventransporte nach Amerika ausgeführt hatte. Es war ein fester Transportpreis für jeden Sträfling ausgehandelt worden, der unabhängig davon zu zahlen war, ob die Person ihr Ziel lebend oder tot erreichte. Die Flotte verließ England am 19. Januar 1790 mit 1006 Sträflingen, davon 928 Männer und 78 Frauen, und kam im Juni in Sydney an. Die Todesrate war die höchste aller Transporte nach Australien, denn von den Sträflingen starben 267 auf den Schiffen, davon 256 Männer und 11 Frauen. Weitere 150 starben nach der Landung im Hafen. Jeder Vierte auf See erreichte Sydney nicht. Die neu ankommenden Sträflinge, von denen die meisten krank waren oder sich in einem schlechten Gesundheitszustand befanden, trafen auf die halb verhungerten Sträflinge der First Fleet. Als erste Maßnahme verkauften die Verantwortlichen der Second Fleet überzählige Lebensmittel und Bekleidung. Der Gesundheitszustand der Menschen der Second Fleet war derart schlecht, dass sich beispielsweise von 499 Sträflingen des Transportschiffs Neptune lediglich 72 in einem als normal zu bezeichnenden Gesundheitszustand befanden.
Auf der Surprize, einem Schiff der Second Fleet, kamen Thomas Muir of Huntershill, Thomas Fyshe Palmer, William Skirving und Maurice Margarot an. Sie waren die ersten politischen Sträflinge, die sich für bürgerliche Rechte eingesetzt und damit gegen die britische Obrigkeit gewendet hatten und zur Strafe nach Australien deportiert wurden.
Der dritte Schiffstransport, die Third Fleet, fand im Jahr 1791 mit elf Schiffen und 2.000 Passagieren statt, auf denen 194 männliche und vier weibliche Sträflinge starben. Als die Nachricht von der hohen Todesrate in London ankam, war die Third Fleet bereits unterwegs. Der für die Transportation zuständigen Reederei wurde kein weiterer Auftrag erteilt.

### Überlebenskampf

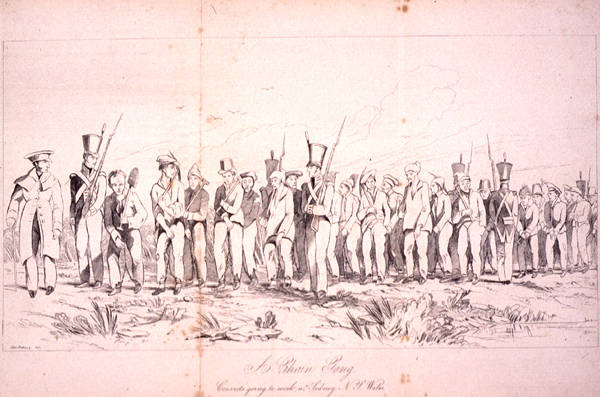
Bewachte Sträflinge beim Gang zur Arbeit (vermutl. 1808)

Nachdem die First Fleet angekommen war, bestand die Verpflegung für je eine Woche aus  4 engl. Pfund salzigem Rind- und 2 Pfund Schweinefleisch, 2 Pints getrockneten Erbsen, 3 Pints Weizenmehl, 7 Pfund Schiffszwieback, 12 Oz Hartkäse, 6 Oz Butter und ½ Pint Essig. Die Ausgabe der Lebensmittel, die für zwei Jahre reichen sollte, erfolgte wöchentlich rationiert an die Seeleute, Offiziere, Marinesoldaten und Sträflinge. Die männlichen Sträflinge erhielten lediglich 2/3 der vorgenannten Rationen und die weiblichen 2/3 der männlichen Sträflinge. Die Flotte brachte auch 2 Bullen und 5 Rinder, 29 Schafe, 19 Ziegen, 74 Hunde und Schweine, 5 Hasen, 18 Truthähne, 35 Enten, 35 Gänse und 209 Hühner mit nach Australien, doch die Weiterzucht misslang.

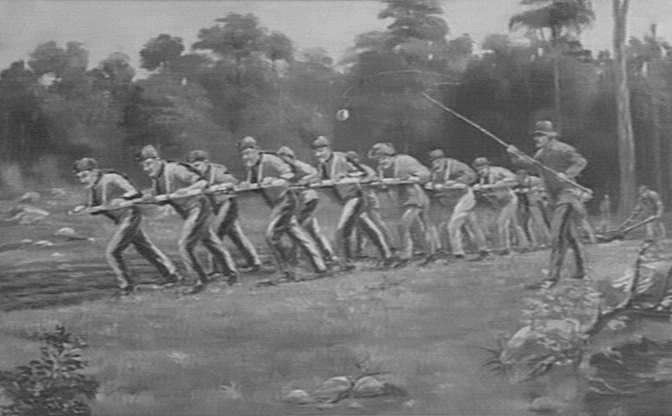
Sträflinge, die vor einen Pflug eingespannt wurden

Um erfolgreich Landwirtschaft zu betreiben, fehlten 1788 alle Zugtiere. Erst im Jahr 1803 kam der erste Pflug in Australien an. Nur Offiziere durften einen Gemüsegarten anlegen, den Sträflinge bewirtschaften mussten. Der Ertrag blieb bescheiden und Eintönigkeit des Essens wie auch Hunger bestimmten in den ersten Jahren das Leben der neugegründeten Sträflingskolonie.
Die Kolonisten lebten in den ersten Jahren weitestgehend friedlich neben der indigenen Bevölkerung und konnten daher sicherlich erkennen, dass diese nicht unter schwerer Unterernährung litt, da sie sich u. a. auch von lokalen Pflanzen ernährte. Daher bleibt es unverständlich, warum sie dieses Wissen nicht übernahmen und anwendeten. Eine mögliche Erklärung hierfür ist, dass sie in ihrer kolonialen Überheblichkeit lieber verhungerten als „Blackfella-Essen“ zu sich zu nehmen. Die Kolonisten ernteten wenig lokale Pflanzen wie smilax glycophylla, eine Stechwinde, genannt sweet tea (süßer Tee), und wild wachsenden Spinat.
Fisch war das einzig frische Protein, das für die Europäer erhältlich war. Wer Fisch wählte, musste beim Erhalt von 10 Pfund Fisch auf 2 ½ Pfund des halbverrotteten, rationierten Rindfleischs verzichten. Auf das salzige Fleisch wollte kaum jemand verzichten. Inwieweit lokal vorkommende Tiere zur Nahrung verwendet wurden, ist nicht dokumentiert. Als im Jahr 1789 das erwartete Versorgungsschiff Guardian beladen mit Lebensmitteln aus England ausblieb, weil es auf seinem Weg Schiffbruch erlitten hatte, kürzte Gouverneur Arthur Phillip die Wochenrationen für alle auf 4 engl. Pfund Weizen, 2 ½ Pfund gesalzenes Rindfleisch und 1 ½ Pfund Reis, weil eine Hungersnot drohte. Lebensmitteldiebstahl ließ er hart bestrafen und verhängte auch die Todesstrafe. Als weitere Maßnahme zur Linderung der Not sandte er ein Schiff zur Beschaffung von Lebensmitteln nach Kapstadt. Als es im Mai 1789 wieder in Sydney anlegte, hatte es 52 Tonnen Mehl und weiteres Getreide (Weizen und Gerste) an Bord. Das Mehl reichte lediglich für vier weitere Monate. Das Getreide wurde zur Aussaat auf Rose Hill verwendet, heute ein Vorort von Parramatta bei Sydney. Zur Reduzierung der Zahl der zu verpflegenden Menschen in der Kolonie schickte Arthur Phillip im Jahr 1790 281 Sträflinge, ein Drittel der damaligen Sträflinge, mit weiteren Militärs als Wachpersonal auf der Sirius zur Insel Norfolk Island. Die Lage besserte sich, als im Juni 1790 die Justinian, ein Versorgungsschiff der Second Fleet, in Sydney landete und Sträflingen erlaubt wurde Lebensmittel anzubauen. Der erste Sträfling, der sich erfolgreich als Bauer auf dem australischen Kontinent betätigte, war James Ruse aus Cornwall. Ruse hatte Arthur Phillip Land bei Parramatta zum Anbau von Mais und Weizen übergeben, und als er im Februar 1791 eine erfolgreiche Ernte einfuhr, nachdem er eine Düngemethode für die vorhandenen mageren Böden entwickelt hatte, übereignete er ihm als Dank 30 Acres Land. Vier Jahre nach der Ankunft der ersten europäischen Siedler war die Kolonie immer noch nicht in der Lage sich selbst zu ernähren. Bis Oktober 1792 hatte Phillip lediglich erst 66 Personen Land übereignen können, das einer eigenen Ernährung der Bevölkerung dienen konnte. Erst nach und nach stabilisierte sich die Lebensmittelversorgung.
Nachdem Phillip die Kolonie verlassen hatte, griffen in der Zeit des anhaltenden Hungers und der Vorteilsnahme der Offiziere des New South Wales Corps bei der Landvergabe gegenüber allen anderen und gegenüber den hart arbeitenden Sträflingen viele der Benachteiligten zum Rum. Das Monopol über Rum befand sich in den Händen der Offiziere des New South Wales Corps, auch Rum Corps genannt, die ihn zu ihrem Vorteil ausnutzten (siehe weiter unten). Robert Hughes, der Autor des englischsprachigen Buches The Fatal Shore (Das tödliche Ufer) kennzeichnet die ersten fünf Jahre der Sträflingskolonie als „Kolonie der Hungernden“ und die Zeit danach bis zur Rum-Rebellion als „Kolonie der Besoffenen“.

### Bekleidungsnotstand
Nicht nur hinsichtlich der Verpflegung herrschte ein Notstand, sondern auch die Versorgung der Marinesoldaten und der Sträflinge mit Kleidung war durch die Kolonialverwaltung in England vernachlässigt worden: Die Marinesoldaten trugen zerrissene Uniformen, Knöpfe fehlten, teilweise waren sie barfuß oder mit zerrissenen Stiefeln unterwegs. Sie hielten sich weder an militärischen Drill noch an Marschordnungen, ihre Rangstellung war an ihren zerlumpten Uniformen größtenteils nicht mehr erkennbar. Philip Gidley King, der offizielle Gründer der Sträflingskolonie Norfolk Island, erinnerte sich an einen Bericht des Botanikers Joseph Banks, in dem dieser berichtete, dass die Maoris aus Neuseeland die Kunst des Leinenwebens beherrschen, wodurch dieses Problem für die Neuankömmlinge lösbar erschien. King sandte ein Schiff nach Neuseeland, das zwei junge Maoris im Alter von 24 Jahren nach Norfolk Island brachte. Nach sechs Monaten wurden sie zurückgebracht, weil man feststellen musste, dass auf Neuseeland lediglich Frauen Webtätigkeiten beherrschen. Das Problem wurde später von weiblichen Sträflingen gelöst, als sie Möglichkeiten erhielten Flachs anzubauen.
Am 10. Dezember 1792 verließ Gouverneur Phillip krankheitshalber mit den Aborigines Bennelong und Yemmerrawanne die Sträflingskolonie.

### Rum-Rebellion
Die Abwesenheit von Phillip nutzten die Marinesoldaten des New South Wales Corps, angeführt von Major Francis Grose und William Paterson, zu ihrem privaten Vorteil. Die Sträflinge unterstanden nun ihrer persönlichen Verfügung. Als erste Maßnahme hob Grose die gleiche Verteilung der Essensrationen, die Phillip angeordnet hatte, auf und jedes Mitglied des New South Corps konnte 20 Acres Land erhalten, wenn dies gewünscht wurde. Alle ankommenden Güter im Hafen wurden von den Militärs konfisziert und entsprechend ihren Interessen verteilt. Auf diesem Weg entstand erstmals in Australien eine hervorgehobene Gesellschaftsschicht. Eine besondere Rolle spielte damals Rum, der von den Offizieren wie eine Währung eingesetzt wurde und sie bereicherte. Als 1793 das amerikanische Handelsschiff Hope 7.300 Gallonen Rum nach Australien brachte, wurde diese Entwicklung weiter befördert. Dies führte dazu, dass im Jahr 1799 die Offiziere über 33 % der vorhandenen Rinder, 40 % der Ziegen, 59 % der Pferde und 77 % der Schafe verfügten und sie Mittel zur Verfügung hatten, großes Landeigentum auf den fruchtbaren Ebenen des Hawkesbury Rivers im Nordwesten von Sydney zu erwerben. Gouverneur John Hunter, der nach Phillip eingesetzt wurde, unternahm vergeblich mehrere Versuche, importierten Rum durch Truppen bewachen zu lassen und so die Offiziere daran zu hindern, diesen aufzukaufen, aber dies scheiterte. Versuche, die gesamte Einfuhr zu unterbinden, schlugen wegen der fehlenden Zusammenarbeit anderer Regierungen, und weil die Offiziere ein dänisches Schiff charterten und damit eigene Importe aus Indien organisierten, fehl. Diese Entwicklung in der Sträflingskolonie führte im Jahr 1808 zur Rum Rebellion, dem einzigen bewaffneten Aufstand Australiens, in dessen Folge der Gouverneur William Bligh abgesetzt wurde, nachdem er versucht hatte, die erfolgten Aneignungen von Land und Reichtum durch die Offiziere des New South Wales Corps wieder rückgängig zu machen.

## Strafkolonien Australiens

### Sydney und New South Wales

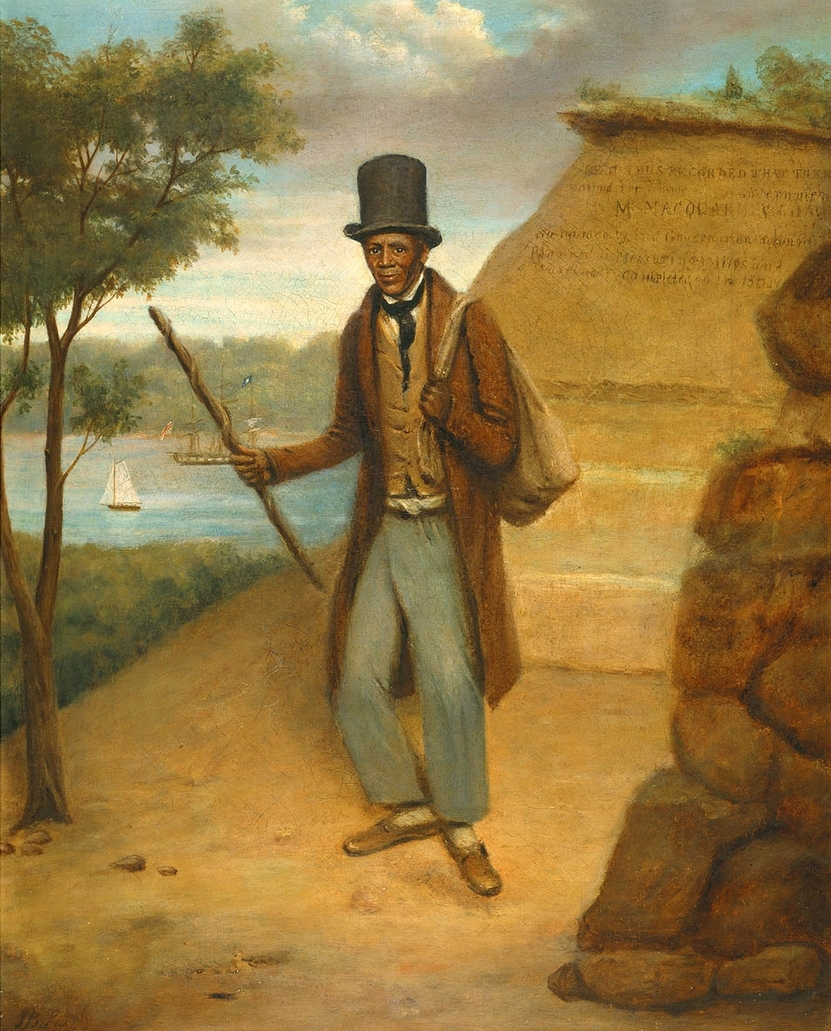
Billy Blue, ein Sträfling aus Jamaika, der in Sydney ein Original war (1834)

In den folgenden Jahren fanden weitere Sträflingstransporte nach Sydney statt, und die Siedlung breitete sich aus. Bedeutsam für die weitere Entwicklung von Sydney war, dass 1793 die ersten freien Siedler ankamen, auch wenn deren Anzahl in der ersten Zeit gering blieb. Sie erhielten freie Überfahrt, kostenlose Überlassung von Land, Gerätschaften und Lebensmitteln in der ersten Zeit sowie Überlassung der Sträflinge ohne Verpflichtung, für deren Unterhalt zu sorgen – denn ansonsten „hätte sich vermutlich überhaupt niemand bereit gefunden, dieses Land als freier Ansiedler zu betreten.“
Ende 1789 ging in Sydney die Butter aus, und die Essensvorräte wurden durch Mäuse und Ratten dezimiert. Ende 1789 wurden die Rationen auf zwei Drittel herabgesetzt und Anfang 1790 noch weiter gekürzt. Im Frühjahr wurde die Sirius mit Leuten nach Norfolk Isle geschickt, um Sydney zu entlasten. Das Schiff zerschellte auf Norfolk Isle. In der Not nahmen die Diebereien und Plündereien der Sträflinge überhand, und der Gouverneur setzte das Kriegsrecht ein, das zu Hinrichtungen und harten Bestrafungen führte. Erst im Juni 1790 entspannte sich die Lage, als ein Schiff, die Justinian, beladen mit Lebensmitteln eintraf.
Als am 21. September 1790 das Kriegsschiff Gorgon in Sydney landete, brachte es das Begnadigungsrecht mit, das der Gouverneur nur gewähren durfte, wenn sich der betreffende Sträfling dazu verpflichtete, sich in der Kolonie anzusiedeln. Ansonsten wurden die Sträflinge erst nach Ablauf ihrer Strafen freigelassen, kehrten jedoch häufig nicht mehr nach England zurück, sondern siedelten sich in Sydney und später in anderen Teilen von Australien an. Im Oktober 1790 war Sydney auf 4000 Menschen angewachsen, einschließlich der Soldaten und Beamten.

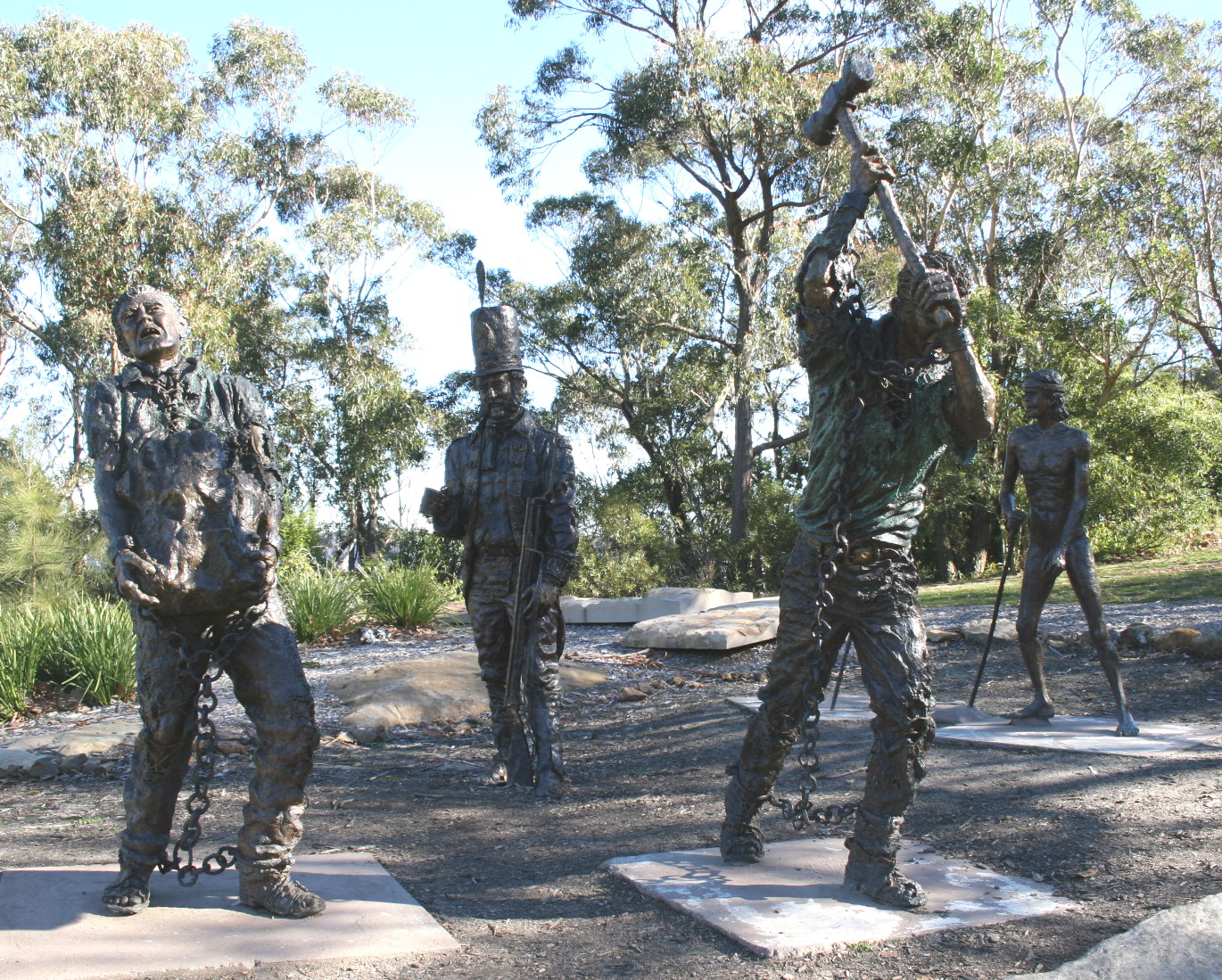
Lebensgroße Bronzeplastiken zur Erinnerung an Sträflinge als Straßenbauer ab 1815 durch die Blue Mountains: zwei Sträflinge, engl. Soldat, zwei Aborigines (einer verdeckt), Ort: Katoomba, unweit von Echo-Point

Arthur Phillip fuhr wegen seines schlechten Gesundheitszustands im November 1794 nach England zurück, ihm folgten Major Franz Grose und anschließend Captain William Paterson. Die Offiziere des New South Wales Corps, das sog. Rum Corps, besetzten freiwerdende zivile Stellen, eigneten sich Land an und nahmen Einfluss auf den Handelsverkehr und damit auch auf den Vertrieb von Branntwein. Verbrechen, Trink- und Spielsucht entwickelten sich dadurch. Als am 7. September 1795 John Hunter, der Nachfolger von Phillip, eintraf, war die Bevölkerungszahl in New South Wales auf etwa 4000 Personen angestiegen. Es gelang Hunter nicht, den Einfluss der Offiziere zurückzudrängen, und er demissionierte im Jahre 1800. Ihm folgte Captain Philip Gidley King, der auf Weisung von Phillip auf der Norfolk Isle gewesen war. In seine Amtszeit fiel die Gründung einer neuen Strafkolonie in Tasmanien. Er legte 1806 sein Amt nieder, und danach kam William Bligh, der durch die Meuterei auf der Bounty bekannt war. Bligh ging sofort gegen die Offiziere und deren Machenschaften an, worauf diese nach einem Eklat vor Gericht sein Haus besetzten und ihn gefangen nahmen. Oberst Paterson hielt Bligh eine Weile gefangen, und dieser kehrte nach England zurück. England setzte daraufhin Lachlan Macquarie ein, der am 28. Dezember 1809 die Stelle des Gouverneurs antrat und zwölf Jahre regierte. In seiner Zeit wuchs die weiße Bevölkerung von New South Wales auf 24.000 Personen an, die Sträflinge wurden im öffentlichen Straßenbau eingesetzt, und er unterstützte entlassene Sträflinge, wo er nur konnte. Das Land nahm einen Aufschwung und 1822 setzte die freie Einwanderung ein, die sich nach und nach verstärkte. Die Kolonie konnte sich erst dann weiter ins Inland ausbreiten, als die Durchquerung der Blue Mountains im Jahre 1813 durch die Europäer Gregory Blaxland, D’Arcy Wentworth und William Lawson gelungen war. Zwei Jahre später wurde die erste Straße gebaut, etwa 40 Jahre später eine Eisenbahnstrecke.
Zunächst waren es etwa 800 freie Einwanderer in der Mitte der 1830er Jahre, 1841 dagegen 12.000. Die Einwanderung war attraktiv geworden, der Boden war werthaltig und konnte erworben werden, Sträflinge wurden gegen Lohn und Verpflegung an die Siedler abgegeben. Da es Beschwerden über die Sicherheitslage von Australien gab und sich eine Antitransportationsliga gebildet hatte, wurde eine Untersuchung eingeleitet. Auf Basis ihres Ergebnisses wurde die Deportation am 22. Mai 1840 eingestellt. Am 25. Juni 1851 wurde New South Wales aufgrund von Protesten der Bevölkerung aus der Liste der Strafkolonien gestrichen.

### Norfolk Island

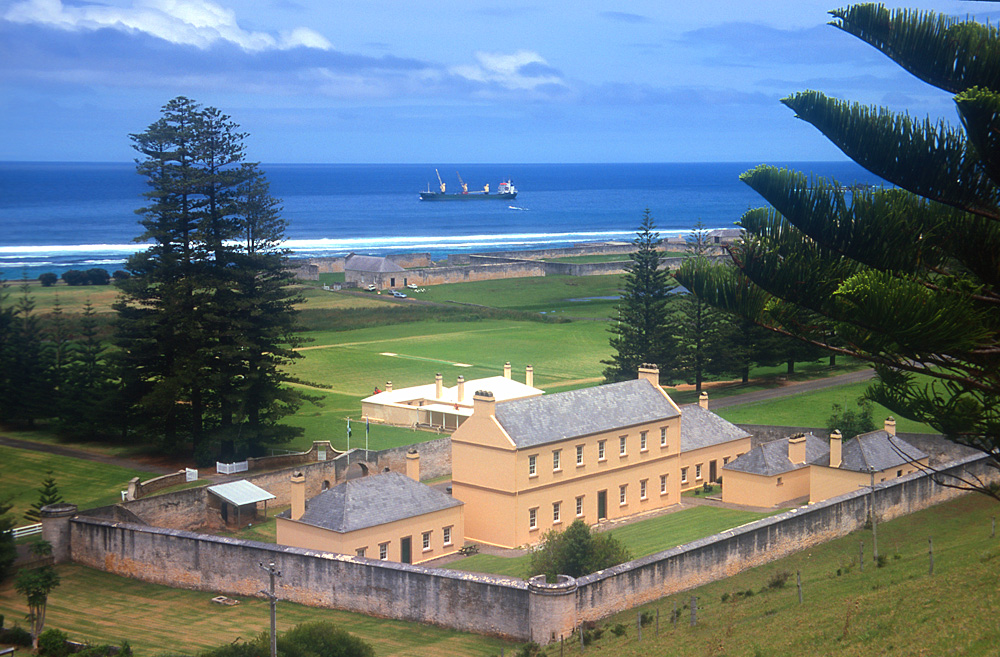
Das Militärlager auf Norfolk Island

Am 14. Februar 1788 wurden ein Offizier, sechs Seesoldaten, ein Seekadett, ein Wundarzt und zwei weitere Personen unter Führung von Philip Gidley King, dem zweiten Offizier der Sirius, auf der Sirius nach Norfolk Island gesandt, um eine weitere Kolonie zu gründen. Ihnen folgten im Oktober ein weiterer Offizier, acht Seesoldaten und 30 Sträflinge, 20 Männer und zehn Frauen. Die Kolonie wuchs bis zum 24. März 1790 auf 498 Personen aus Sydney an, darunter 291 Sträflinge, 191 Männer und 100 Frauen. Diese Besiedlung der Insel war die Folge des in Sydney entstandenen Mangels an Essen, das nur noch bis Juni 1790 auszureichen drohte, da keine Versorgungsschiffe angekommen waren. Auf der Norfolkinsel wurden täglich Diebstähle verübt, deren Täter nur selten ausfindig gemacht werden konnten. Nur strenge Bestrafung und überraschende Durchsuchungen der Hütten schreckten etwas ab. Die Arbeitsmoral der Sträflinge war schlecht, weil nicht genügend Aufsichtspersonal vorhanden war.
Mit dem Zusammenbruch der Holz- und Flachsverarbeitung wurde die Sträflingskolonie 1813 aufgegeben, alle Gebäude abgerissen und die Insel sich selbst überlassen. 12 Jahre später wurde die Norfolkinsel zum Gefängnis für Schwerstkriminelle, und die Gefangenen mussten unter extremsten Bedingungen arbeiten; die Todesrate war hoch. Als die Berichte über die Verhältnisse an die Öffentlichkeit in England drangen und die freie Bevölkerung der Norfolk Isle protestierte, wurde die Strafanstalt im Mai 1855 geschlossen.

### Tasmanien

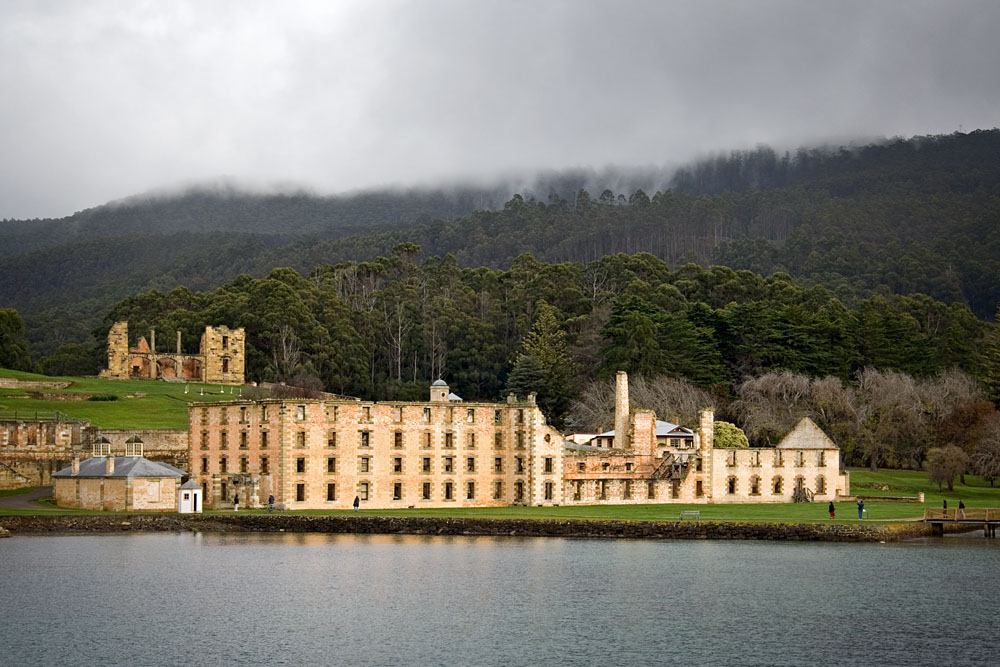
Das berüchtigte Sträflingsgefängnis Port Arthur

Die erste Besiedlung Tasmaniens erfolgte ausgehend von Sydney unter der Leitung von Lieutenant John Bowen. Er traf im September 1803 ein und gründete an einem Seitenarm des Derwent River die erste Siedlung, Risdon Cove. In seiner Begleitung befanden sich 94 Strafgefangene und Soldaten. Im Februar 1804 kamen nochmals über 200 Gefangene und Militärs direkt von England. Sie errichteten am gegenüberliegenden Ufer des Derwent die Siedlung Sullivan’s Cove, das spätere Hobart, und einen weiteren Ort.
Tasmanien wurde 1825 zur selbständigen Kolonie ernannt und es wurden jährlich 4000 Sträflinge auf die Insel verbracht. Die Ansiedlungen und die Gefängnisanstalten waren überfüllt. Die Sträflinge waren auf der Insel in der Überzahl und trieben sich in Tasmanien herum, plünderten, brandschatzten und begingen am hellen Tage Verbrechen. Sicherheit und Ordnung waren außer Kraft gesetzt. England wollte daher mit dem Transport von Sträflingen aus Tasmanien nach New South Wales beginnen. Als ein Schiff mit Sträflingen in Sydney einlief, versuchte die Bevölkerung, die Ausladung zu verhindern, aber Siedler im Landesinnern nahmen die Sträflinge auf. Aufgrund der Proteste wurden am 25. Juni 1851 in New South Wales die Transaktionen beendet und New South Wales aus der Liste der Strafkolonien gestrichen. Die Verschickung von Sträflingen nach Tasmanien wurde 1854 gänzlich beendet.

### Western Australia
Das heutige Western Australia wurde ab dem Jahr 1829 von Europäern am Swan River besiedelt. Die Kolonisierung erfolgte zunächst ohne Sträflinge in der sogenannten Swan River Colony. Diese Form einer Kolonisierung drohte wegen Arbeitskräftemangel zu scheitern. Daraufhin wurden in der Zeit von 1850 und 1868 etwa 10.000 Sträflinge dorthin verbracht. Aber auch hier wurde die Sträflingsdeportation nach Protesten der Bevölkerung beendet.

## Sträflinge

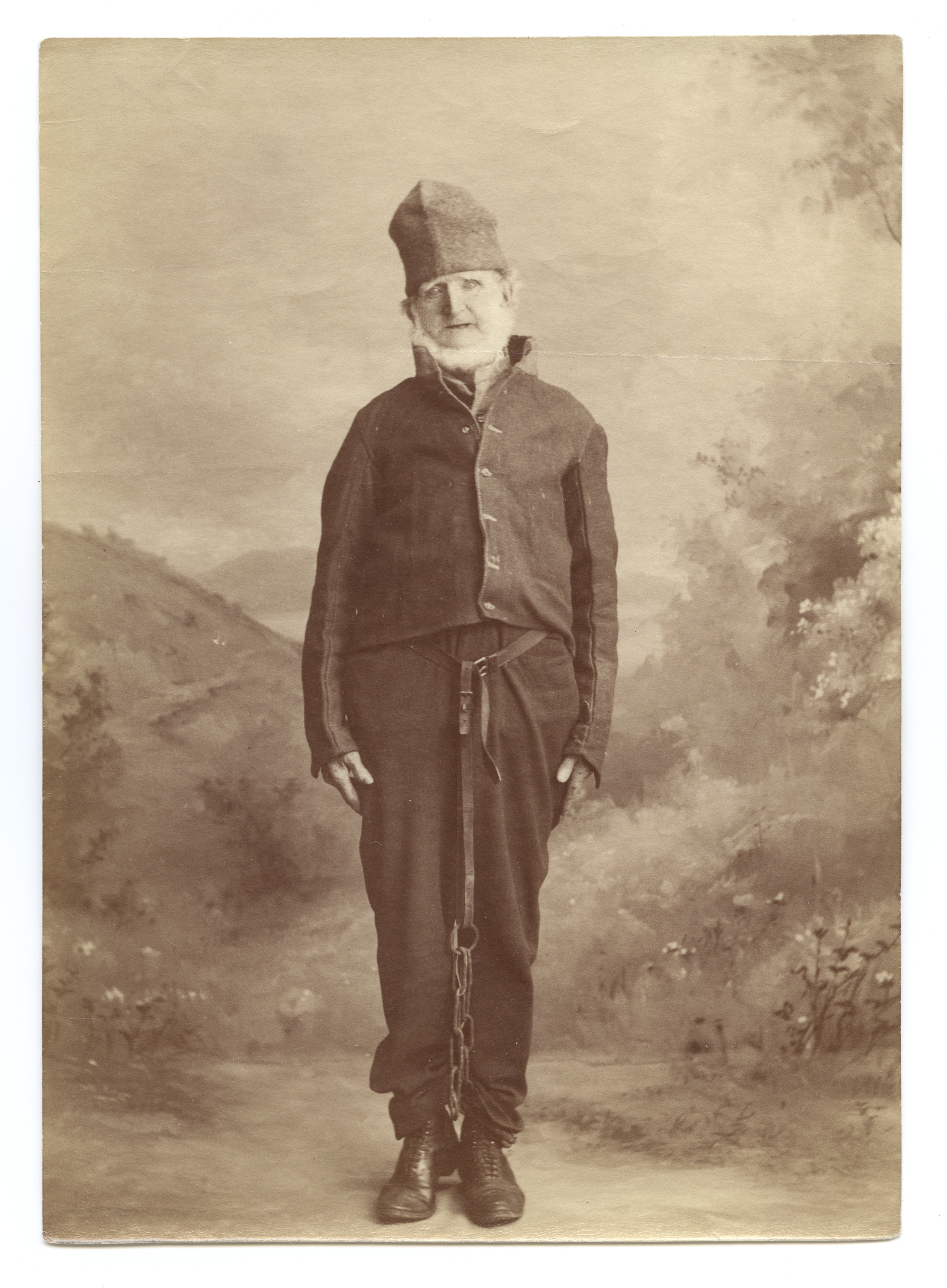
Bill Tompson, ein Sträfling auf Tasmanien, in Sträflingsuniform und in Eisen gelegt

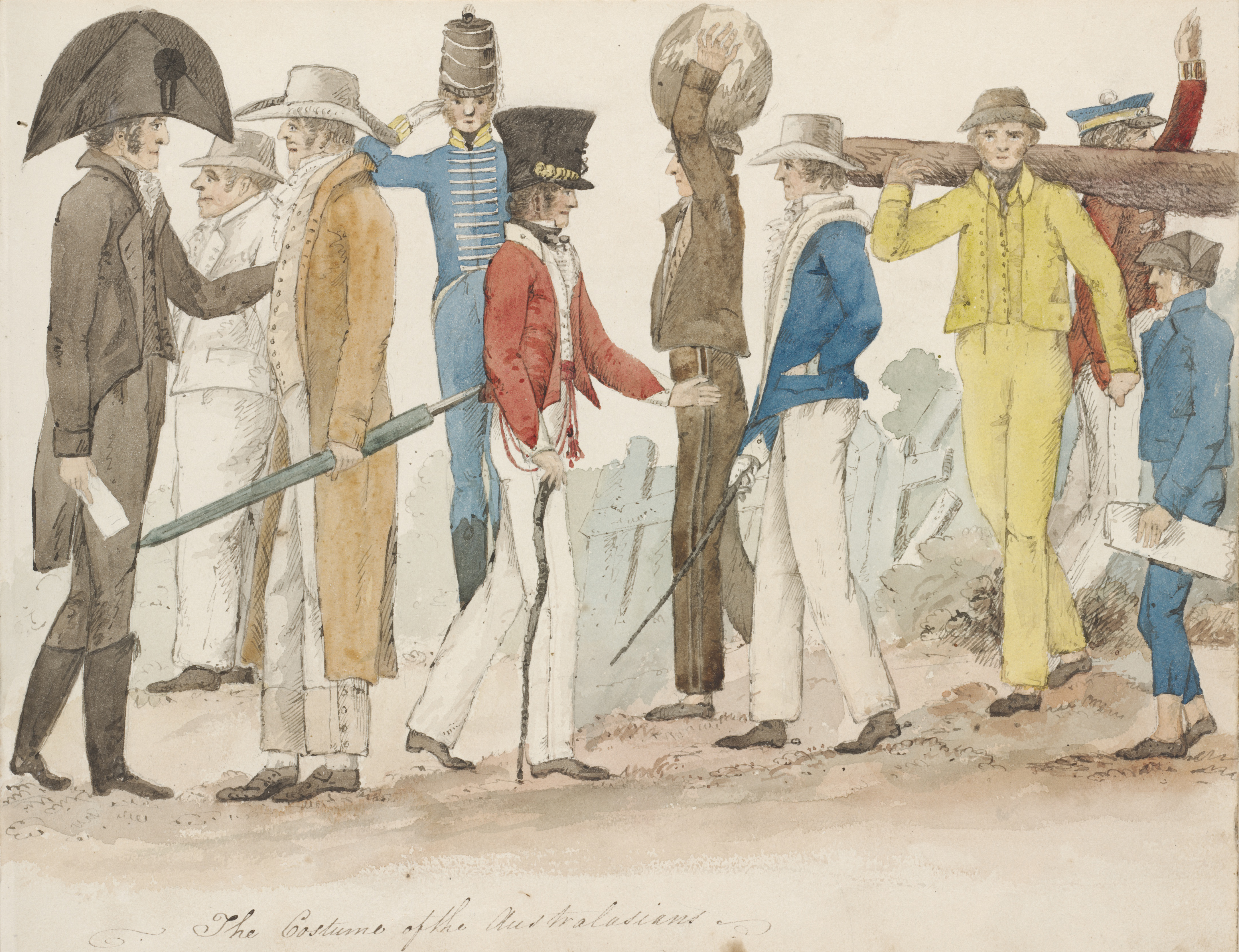
Darstellung von Offizieren, Marinesoldaten, freien Siedlern und Sträflingen in der Strafkolonie (vermutl. 1825)

### Politische Sträflinge
Neben den Sträflingen, die kriminelle Straftaten verübt hatten, gab es auch politische Sträflinge wie Iren, Schotten und Briten, die sich gegen die Obrigkeit gewendet und bürgerliche, soziale und gewerkschaftliche Rechte eingefordert hatten.

#### Iren
Frühe rebellische Iren, die sich für ein geeintes Irland einsetzten, nannten sich United Irish und Defender. Ein Schiff namens Marquis Cornwallis brachte 1796 168 dieser Männer und 73 Frauen von Irland nach Australien. Dies war der erste Transport politischer Sträflinge irischer Nationalität nach Australien. Eine größere Anzahl von ihnen (darunter waren Joseph Holt, Maurice Margarot, Richard Atkins und Samuel Marsden) wurden transportiert, als die Irische Rebellion von 1798 niedergeschlagen worden war, in der sich die Iren mit Unterstützung Frankreichs gegen die britische Herrschaft im Königreich Irland gewendet hatten. In der Zeit von 1815 bis 1840, also einem Zeitraum, in dem in Irland zeitweise Bürgerkrieg herrschte, wurden etwa 1200 politische Sträflinge von dort nach Australien deportiert. Diese Iren, die sich Carravats und Carders, Whiteboys, Rightboys, Heart of Steel oder Ribbon Men nannten, quälten ihre Gegner oder brannten Häuser ab. Aus britischer Sicht waren die White Boys die Gefährlichsten, weil sie gewerkschaftliche Interessen verfochten.
Insgesamt sollen von 1793 bis 1840 etwa 30.000 Männer und 9.000 Frauen von Irland direkt in die Sträflingskolonie deportiert worden sein, davon etwa 20 % wegen ihres politischen und sozialen Engagements. Wegen politisch motivierter Rebellion in Verbindung mit Körperverletzung und Sachbeschädigung sollen lediglich insgesamt etwa 1.500 Menschen deportiert worden sein.

#### Schotten
In den frühen 1790er Jahren entstand im Königreich Großbritannien unter dem Eindruck der Französischen Revolution eine Bewegung unter Intellektuellen, Rechtsanwälten und Pastoren auch in Schottland, die sich mit gleichgesinnten Arbeitern in politischen Diskussionsrunden trafen. Sie bezeichneten sich selbst – in Anlehnung an die französischen Jakobiner – als Jakubiner und warben für die Abschaffung des Adels. Ihr Manifest Rights of man (Die Rechte des Menschen), das Tom Paine verfasst hatte, wurde in England eine Million Mal verkauft. Die ersten Jakubiner wurden in Edinburgh in Gefängnisse geworfen und kamen als Sträflinge auf die ersten Flotten, die in der Botany Bay ankamen. Einer dieser politischen Sträflinge war der Schotte Thomas Muir, der der Vizepräsident der Diskussionsrunde in Glasgow gewesen und zu 14 Jahren Deportation nach Australien verurteilt worden war. Der Schotte William Skirving hatte eine Reform der britischen Verfassung verfochten, dies wurde mit 7 Jahren Transportation bestraft. Die britische Regierung wollte diese Sträflinge lediglich politisch neutralisieren, sie mussten daher in der Sträflingskolonie nicht arbeiten, erhielten Land übereignet und verdienten ihren Unterhalt anfänglich auch mit dem Verkauf von Rum, bis dies in der Rum Rebellion endete.

#### Briten
Ungefähr 1.800 Briten wurden in der Zeit von 1800 bis 1850 wegen Teilnahme an Auseinandersetzungen mit der Obrigkeit oder ihrer politischen Haltung deportiert. Es waren dies vor allem Personen, die zur ersten Arbeiterbewegung in der Zeit der frühen Industrialisierung in England gezählt werden können und ihre schlechten Lebensverhältnisse ändern wollten. Deportiert wurden Personen, die an Hungerstreiks (1816) oder an Essens- (1812–1813 und 1816) und Weberaufständen (1821 in Yorkshire, auch 1820 in Schottland), an den Aufständen von Bristol (1831) und Wales (1835) oder an den Maschinenstürmen in den frühen 1830er Jahren beteiligt gewesen waren. Ferner wurden von 1828 bis 1838 jährlich 30 bis 40 Schwarzafrikaner transportiert, die vor den Gerichten als Angehörige der excitable classes (aufgeregten Klassen) eingeordnet worden waren. Das Gleiche geschah zwischen 1839 und 1848 mit etwa 100 Chartisten.

### Nachkommen
Man geht davon aus, dass ungefähr zwei Millionen Bürger in Großbritannien und vier Millionen Bürger Australiens Nachkommen von Sträflingen sind.

### Sträflingszahlen
Die australische Regierung gibt die Verschiffung von insgesamt ca. 162.000 Sträflingen männlichen und weiblichen Geschlechts an, die auf 806 Schiffen transportiert wurden. Darunter waren 70 % Engländer und Waliser, 24 % Iren und 5 % Schotten. Das restliche 1 % bestand aus Indern und Kanadiern, Maoris, Chinesen aus Hongkong und Sklaven aus der Karibik. Etwa ein Fünftel der Deportierten waren Frauen. 83 % der männlichen Sträflinge standen im Alter zwischen 15 und 30 Jahren, der älteste war beinahe 70 und der jüngste 13 Jahre alt. 75 % waren unausgebildete Arbeiter. Lediglich 2 % waren Mörder oder Schwerverbrecher, 87 % der Männer und 91 % der Frauen wurden als Sträflinge wegen kleiner Delikte nach Australien transportiert.
Von 1787 bis 1838 sind insgesamt 79.000 Sträflinge nach Australien verschickt worden, 43.506 Männer und 6.791 Frauen nach New South Wales, 24.785 Männer und 2.974 Frauen nach Tasmanien. Die Sträflingsdeportation von Großbritannien nach Australien wurde am 26. Juni 1857, als England das „Transportation Law“ aufhob, rechtlich beendet.
Der jüngste männliche Sträfling war John Hudson, der im Alter von 13 Jahren mit der First Fleet auf der Friendship die Sträflingskolonie erreichte. Der jüngste weibliche Sträfling war Elizabeth Haywood mit 14 Jahren. Sie kam mit der Lady Penrhyn. Der älteste Sträfling war Joseph Owen, der, soweit es bekannt ist, 68 Jahre alt war. Dorothy Handland war der älteste weibliche Sträfling, denn ihr Alter wurde auf 82 Jahre geschätzt; das lange genannte Alter von 61 Jahren bei ihrer Ankunft wird neuerdings für falsch gehalten.

## Sträflingsschiffe

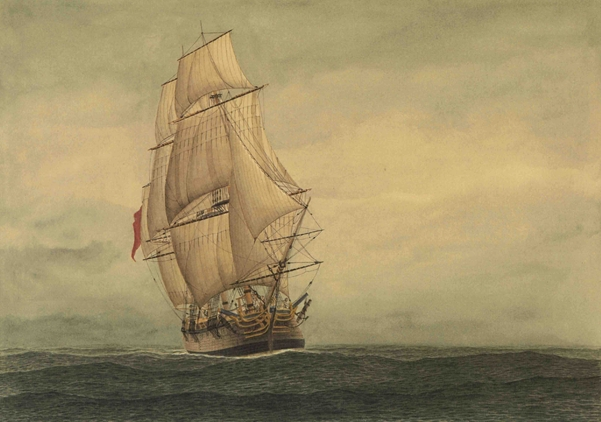
Lady Penrhyn, ursprünglich ein Sklaventransporter, das später in der First Fleet eingesetzt wurde

Alle Sträflingsschiffe waren nicht speziell für den Personentransport gebaut worden. In der ersten Zeit waren die meisten alt und kaum seetüchtig. Die britische Kolonialverwaltung vergab die Aufträge an private britische Reedereien und damit unterstanden die Schiffe keiner übergeordneten staatlichen Aufsicht. Die ersten drei Flotten stachen aufgrund von Verträgen zwischen der Reederei Camden, Calvert & King und der britischen Kolonialverwaltung in See. Diese Reederei war früher ein Sklaventransportunternehmen, das nun die Schiffe der First Fleet mit Ketten ausrüstete, mit denen zuvor afrikanische Sklaven in Eisen gelegt worden waren. Nachdem die hohe Todesrate der Second Fleet in der Öffentlichkeit Londons für Aufsehen gesorgt hatte, wurde dieser Reederei nach der Rückkehr der Third Fleet kein neuer Transportationsauftrag mehr erteilt. Die britische Regierung wies die Schuld „barbarischen Schiffsführern“ zu.
Als sich später herausstellte, dass sich unter den auf See verstorbenen Sträflingen zahlreiche Iren befanden, wurde dies so erklärt, dass die Schiffsführer von ihnen ausgehende Meutereien befürchtet hätten. Als Beleg hierfür wurde angeführt, dass auf dem Transportschiff Britannia, das 1796 144 männliche und 44 weibliche Iren an Bord transportierte, der angebliche Rädelsführer William Trimball nach seiner Auspeitschung 31 Namen von Sträflingen genannt hatte, die eine Meuterei planten. Als daraufhin das Schiff nach Waffen untersucht wurde, fand man ein halbes Dutzend selbstgefertigter Gegenstände wie Handsägen, Messer, Bügeleisen und Scheren, die als Beleg für eine vorbereitete Meuterei gewertet wurden. Der Schiffsführer Thomas Dennott verurteilte die Verdächtigen zu insgesamt 7.900 Peitschenhieben, die sechs Sträflinge nicht überlebten. Dem Schiffsarzt Augustus Beyer untersagte Dennott eine Wundbehandlung der Ausgepeitschten. Die Regierung untersuchte den Vorfall zwar, verurteilte aber weder den Schiffsführer noch den Schiffsarzt. Allerdings untersagte es beiden jegliche weitere Betätigung auf Schiffen.
1801 kam es wegen der schlechten Zustände auf dem Transportschiff Herkules zu einer Meuterei der Sträflinge, in deren Verlauf 14 Sträflinge erschossen wurden. Weitere 30 Sträflinge starben auf der weiteren Schiffsfahrt aufgrund von Erschöpfung und Entkräftung. Meutereiversuche gab es häufig und sie wurden meist durch Auspeitschen bestraft. Erfolgreich verlief lediglich eine einzige Meuterei, und zwar auf einem Transportschiff mit weiblichen Sträflingen, der Lady Shore. Diese unblutige Meuterei verübten Marinesoldaten des New South Wales Corps, die das Schiff nach Montevideo entführten und dort die Sträflinge „im Namen der Französischen Republik“ als politische Flüchtlinge übergaben.
Die Kolonialregierung änderte nach den Vorkommnissen auf der Second Fleet ihre Verträge. Die Sträflingstransportschiffe durften keine Waren mehr nach Australien transportieren, die sie dort mit hohem Gewinnen verkaufen konnten. Jedem Schiff wurde ein Marinearzt zugewiesen, der dem Schiffsführer und der Reederei nicht mehr rechenschaftspflichtig war. Die Ärzte konnten nunmehr eigenständige Entscheidungen in Gesundheitsfragen fällen. Der erste Marinearzt verrichtete seinen Dienst ab dem Mai 1792 auf der Royal Admiral. Weitere drei Schiffe hatten im Jahr 1793 einen Arzt an Bord und von insgesamt 670 britischen und irischen Sträflingen verstarben lediglich 14 im Verlauf der Schiffsreise. Nachdem Großbritannien im Jahr 1795 in die Napoleonische Kriege eingetreten war, erfolgten die Sträflingstransporte wiederum ohne Ärzte, weil diese für den Kriegseinsatz benötigt wurden. Lediglich auf einem der 18 Schiffe, die in den 20 Jahren nach Kriegsbeginn Sträflinge transportierten, befand sich ein Arzt. Die Schiffe wurden stattdessen nun von einem sogenannten „Marinesupervisor“ mit der Folge begleitet, dass die Todesrate auf Einzelfälle reduziert wurde. Weiterhin gab es allerdings menschenverachtende, vertragliche Vereinbarungen, wie beispielsweise aus dem Jahr 1798, in dem der Eigentümer des Transportschiff Hillsborough einen Bonus von 4 brit. Pfund, 10 Shilling und 6 Pence für jeden Sträfling zugesichert bekam, der tot oder lebendig in Australien anlanden würde. Nach Berichten von Sträflingen mussten sie als Folge dieser Vertragsgestaltung oft tagelang neben Verstorbenen leben und schlafen. Es gibt aber auch Hinweise darauf, dass die Behandlung der Sträflinge auf den Schiffen unterschiedlich und nicht in jedem Fall menschenunwürdig war. Gegen Meutereiversuche wurde zwar eingeschritten, aber das Auspeitschen wie auf der Britannia wiederholte sich so nicht, da das Strafmaß auf vier Dutzend Schläge begrenzt wurde und sowohl die Mannschaft als auch die Sträflinge bei der Strafausführung anwesend sein mussten.
Bis zum Ende der Sträflingstransporte im Jahr 1868 wurden laut Robert Hughes Sträflinge mit 825 Schiffen transportiert, durchschnittlich 200 Sträflingen pro Schiff. Bis 1800 legten 42 Schiffe und von 1801 bis 1813 jährlich nicht mehr als 5 Sträflingstransportschiffe in Sydney an. Damit erreichten in diesem Zeitraum nicht mehr als 1.000 Sträflinge pro Jahr Australien. Ab 1815 stiegen die Transportationszahlen an, was auf das Ende der Napoleonische Kriege zurückzuführen ist, an denen die Briten beteiligt waren. Von 1831 bis 1835 deportierten 133 Schiffe 26.731 Sträflinge nach Australien, dabei bildete das Jahr 1831 mit 36 Schiffen mit 6.779 Sträflingen den Spitzenwert. Davon wurden 4.000 in Sydney und der Rest ins Van Diemen’s Land transportiert.
Nach 1810 wurden die Schiffe schneller. Während die First Fleet bis zur Botany Bay 252 Reisetage benötigte und dabei fast zehn Wochen in Häfen verbrachte, um Lebensmittel und Wasser zu bunkern, war dies nun nicht mehr in diesem Ausmaß erforderlich. Teilweise wurden die Schiffe von der britischen Marine begleitet, mussten nicht mehr Proviant für weitere Jahre zum Überleben in Australien mittransportieren und wählten andere Routen. Ab 1820 segelten die Schiffskapitäne über Rio de Janeiro und anschließend direkt zur Südküste von Australien, setzten die Sträflinge nördlich in Sydney ab oder segelten weiter nach Hobart. In den 1830er Jahren erreichten die Sträflingstransporte Australien normalerweise in weniger als 110 Tagen. Mehrere Schiffe benötigten sogar weniger als 95 Tage.
Das letzte Sträflingsschiff war die Hougoumont, ein 875-Tonnen-Schiff, das England am 12. Oktober 1867 verließ und Fremantle am 9. Januar 1868 mit 108 Passagieren und 279 Sträflingen erreichte, darunter war der irische Poet und Fenian John Boyle O’Reilly. Auf der Reise starb ein Sträfling.